# Ostfriesenkiller (Film)
Ostfriesenkiller ist ein Fernsehkrimi, der auf dem gleichnamigen Bestsellerroman des Schriftstellers Klaus-Peter Wolf basiert. Er ist die erste Verfilmung der ZDF-Reihe Ostfrieslandkrimis. Der Film wurde unter der Regie von Sven Bohse realisiert und am 1. April 2017 im ZDF ausgestrahlt.

## Handlung
Das ostfriesische Küstenstädtchen Norden wird durch eine Mordserie schockiert. Deren erste beiden Opfer sind Ulf Speicher und Kai Uphoff. Speicher war der Leiter der Einrichtung Regenbogenverein, die behinderte Menschen betreut und auch deren Finanzen und Vermögen verwaltet. Er wurde mit einem Loch in der Stirn tot in seiner Küche aufgefunden. Das zweite Opfer ist Kai Uphoff, der FSJler des Regenbogenvereins. Auch er wurde, wie Speicher, mit einer historischen Waffe getötet.
Die restlichen Mitarbeiter des Regenbogenvereins sind beunruhigt und vermuten, dass es der Mörder auch auf sie abgesehen haben könnte. Und tatsächlich trifft es als Nächsten den kommissarischen Leiter der Behinderteneinrichtung, Paul Winter. Er wird auf dem Nachhauseweg von der Arbeit vom Fahrrad geschossen.
Die Polizistin Ann Kathrin Klaasen und ihre beiden Kollegen Frank Weller und Rupert werden mit den Fällen betraut. Ein starkes Motiv dürfte der Möbelhausbetreiber Georg Kohlhammer haben, denn er hat Ulf Speicher in regelrechten Hassmails gedroht. Nach Kohlhammers Aussage hatte sich Speicher auf fragliche Art und Weise Gelder seiner Schützlinge erschlichen, die in vielen Fällen ein beträchtliches Vermögen haben. Dass mit den Finanzen des Vereins nicht immer alles ganz legal zugegangen ist, hatte auch Paul Winter entdeckt, als er versuchte, den „Büronachlass“ zu ordnen. Auch wenn den Ermittlern der komplette Zusammenhang noch nicht klar ist, konzentrieren sie sich auf Georg Kohlhammer, der inzwischen untergetaucht ist und sich damit erst recht verdächtig macht. Die Suche nach ihm führt die Ermittler nach Norderney, wo Kohlhammer ein Ferienhaus besitzt. Hier kann er festgenommen werden und die Polizei hält den Fall für gelöst. Klaasen hat allerdings Zweifel und sieht sich noch einmal im Haus von Ulf Speicher, dem ersten Opfer, um. Dort entdeckt sie eine Liste von Wertgegenständen, die Sylvia Kleine gehören, die als psychisch Behinderte vom Regenbogenverein betreut wird. Die junge Frau ist in ihrem Verhalten sehr auffällig, kann aber zum größten Teil normal leben und wird nur zeitweise vom Verein betreut. Klaasen vermutete anfangs, dass das Motiv mit den Wertsachen zu tun hat, die Speicher sich vermutlich von Sylvia Kleine schenken lassen hatte, doch nachdem sie mit der jungen Frau gesprochen hat, ist ihr klar, dass sie die Täterin ist. In ihrem Wahn hat sie alle umgebracht, die ihrer Beziehung zu ihrem Betreuer Ludwig Bongart im Wege standen. Ihm hatte sie ihre Wertgegenstände gegeben. Speicher hatte das herausgefunden und wollte die Beziehung des Betreuers zu einem seiner Schützlinge nicht dulden.

## Nebenhandlung
Ann Kathrin Klaasens Ehe befindet sich in einer elementaren Krise. Der permanente Einsatz, der von ihr als Kriminalistin gefordert wird, hat dazu geführt, dass sich ihr Ehemann Hero Klaasen einer anderen Frau zugewandt hat. Der Versuch, sich auszusprechen, scheitert immer wieder daran, dass Ann Kathrin dienstlich unterwegs ist. In der Konsequenz packt Hero seine Sachen und auch ihr zwölfjähriger Sohn Eike, für den sie nie genug Zeit hat, geht mit seinem Vater mit.
Klaasens Vater war ebenfalls Polizist und kam bei einem Banküberfall ums Leben. Da sie eine sehr innige Beziehung zu ihm hatte, erscheint er ihr immer wieder in ihren Visionen und gibt ihr Ratschläge für ihren aktuellen Fall. Sie hat seinen Tod nicht verwunden und will auch nicht ruhen, bis sie den Mörder ihres Vaters gefunden hat.

## Hintergrund
Ostfriesenkiller ist der erste Roman aus der Ostfriesenkrimi-Reihe von Klaus-Peter Wolf, der verfilmt wurde. Das ZDF kaufte die Filmrechte. Der Schriftsteller ist in der Verfilmung seines Romans auch in einem Cameo-Auftritt zu sehen.

## Rezeption

### Kritiken
Tittelbach.tv befand: „Das ZDF fügt seiner Vielzahl von Krimireihen, die auf Romanvorlagen beruhen, mit dieser ersten Adaption eines Buchs von Klaus-Peter Wolf eine weitere hinzu. ‚Ostfriesenkiller‘ hebt sich von den anderen Nordseekrimis des ‚Zweiten‘ vor allem durch den konsequenten Verzicht auf Heiterkeit ab: Die Geschichte ist düster, die sehenswert gestalteten Bilder sind es nicht minder. Und noch einen Unterschied gibt es: Ann Kathrin Klaasen, Kommissarin bei der Kripo Aurich, hat regelmäßig Visionen, die ihr bei der Lösung der Fälle helfen. Christiane Paul ist für diese esoterischen sowie für psychologische Zwischentöne eine ideale Besetzung.“
Tilmann P. Gangloff meinte in seiner Rezension bei der Frankfurter Rundschau, dass sich der Fernsehkrimi „von den beiden anderen Nordseekrimis des ZDF, ‚Nord Nord Mord‘ und ‚Friesland‘, ohnehin durch die völlige Abwesenheit komödiantischer Momente“ abhebe. Er fügt hinzu: „Nicht nur der Titel, auch die Bildgestaltung lassen keinen Zweifel daran, dass ‚Ostfriesenkiller‘ kein heiterer Zeitvertreib sein soll. Angesichts der düsteren Nachtaufnahmen wäre der Begriff ‚Halbdunkel‘ purer Euphemismus. Tagsüber bleiben die Bilder ebenfalls kühl und grau; immerhin hat Kameramann Henner Besuch für einige faszinierende Wattaufnahmen gesorgt. Auch die Handlung trägt ihren Teil zur düsteren Stimmung bei, und das nicht nur wegen der Todesfälle.“
Dies sah der Kritiker Bernhard Jarosch in seinem, für die FAZ geschriebenen Artikel, ähnlich: „In diesem Krimi, den der Regisseur Sven Bohse streng unterkühlt inszeniert, muss sich alles erst einmal Luft verschaffen. Wenn am Ende alles auf das finale Bild zu eilt, sieht man sich darin bestätigt, dass die Intuition der Kommissarin nicht getrogen hat.“

### Einschaltquote
Die Erstausstrahlung von Ostfriesenkiller am 1. April 2017 wurde in Deutschland von 7,58 Millionen Zuschauern gesehen und erreichte einen Marktanteil von 25,2 % für das ZDF.